# Kehl (Weißenburg)
Kehl ([keːl] ) ist ein Gemeindeteil der Großen Kreisstadt Weißenburg in Bayern im Landkreis Weißenburg-Gunzenhausen (Mittelfranken, Bayern). Kehl liegt in der Gemarkung Oberhochstatt.

## Geographische Lage
Das Dorf Kehl liegt am Nordrand der zur Fränkischen Alb (Frankenalb) gehörenden Weißenburger Alb, nordöstlich vom Wülzburger Berg (620 m; mit der Festung Wülzburg) und nordwestlich vom Laubbichel (635,7 m; mit dem Flugplatz Weißenburg-Wülzburg), zu denen die Landschaft jeweils steil ansteigt. Es befindet sich im Naturpark Altmühltal rund 3 km (Luftlinie) östlich der Innenstadt von Weißenburg auf Höhen von 530 bis 560 m ü. NHN. Nördlich liegen am Bösbach (Rohrbach, Klingenbach) die Orte Gänswirthshaus und Rohrwalk, und jenseits davon erhebt sich der Rohrberg (603,4 m).

## Geschichte
Der Name des Ortes kommt von der Lage am langgezogenen, etwas flachen Einschnitt des Berges, Kehle genannt. Kehl wurde erstmals 1250 erwähnt. Damals gehörte es dem nahen Benediktinerkloster Wülzburg. Im Dreißigjährigen Krieg (1618–1648) wurde das Dorf zerstört, 1655 erfolgte der Wiederaufbau. Zusammen mit Niederhofen war Kehl bis zum 1. Mai 1978 ein Ortsteil der Gemeinde Oberhochstatt, wurde jedoch bei der Gemeindegebietsreform nach Weißenburg umgegliedert.
Nördlich von Kehl befand sich vermutlich der Burgstall Ramsau. Südlich lag eine Siedlung der Hallstattzeit und mehrere heute verebnete Grabhügel.

## Obstlehrgarten und Glockenturm
Der drei Hektar große Obstlehrgarten Kehl war früher ein Hirschgehege. 1995 wurde er zu einem Obstlehrgarten mit 82 verschiedenen Obstbaumarten umgestaltet.
1950 wurde der Kehler Glockenturm errichtet, nachdem Oberhochstatt für seine Kirche ein neues Geläut erhalten hatte und eine Glocke nicht mehr untergebracht werden konnte.